# Wilhelm Knabe
Wilhelm Knabe (Arnsdorf, 8 de octubre de 1923-Mülheim an der Ruhr, 30 de enero de 2021) fue un ecologista, pacifista, funcionario y político alemán, recordado como miembro fundador del Partido Verde en Alemania y pionero de la conservación del medio ambiente que dio forma al partido durante décadas.
Knabe estudió ordenación forestal en la República Democrática Alemana (RDA) y, como asistente en la Universidad Humboldt, se centró en el recultivo después de la extracción de lignito. Knabe dejó Alemania Oriental en 1959 y se instaló en Mülheim, Alemania Occidental con su familia, donde trabajó para una agencia estatal de ecología. Había sido miembro de la Unión Demócrata Cristiana de Alemania (CDU) desde 1946, porque representaba su ética cristiana, pero dejó el partido en 1966, sin querer apoyar su creencia en el crecimiento económico y la energía nuclear. En 1978, fue cofundador del Partido Verde en Alemania, que defendía la conservación del medio ambiente y la paz mundial. Fue presidente del partido a nivel federal, miembro del Bundestag de 1987 a 1990 y vicealcalde de Mülheim de 1994 a 1999. 

## Biografía
Knabe nació en octubre de 1923 en Arnsdorf, cerca de Dresde, el séptimo de nueve hijos de un teólogo protestante. Su padre dirigió una instalación para niños con dificultades de aprendizaje. Murió tratando de proteger a estos niños de los programas de eutanasia nazi en 1940, cuando Wilhelm tenía 16 años. El joven Knabe se unió a la Luftwaffe después de su Abitur en la Fürstenschule St. Afra en Meißen,  y sirvió durante tres años. Después de la Segunda Guerra Mundial, se convirtió en miembro de la Unión Demócrata Cristiana (CDU) desde 1946. Estudió gestión forestal (Forstwirtschaft) en la Forstliche Hochschule en Tharandt, cerca de Dresde, y completó sus estudios con un doctorado en ciencias agrarias en la Universidad Humboldt de Berlín. Durante sus estudios, fundó un grupo para la preservación del medio ambiente en 1949, junto con otros estudiantes, pero el gobierno del SED de la República Democrática Alemana (RDA) pronto lo suprimió. Como asistente en la Universidad Humboldt, se centró en los planes de recultivo después de la minería del carbón marrón, tema de su disertación, pero no se pusieron en práctica.
Knabe salió de Alemania Oriental en 1959, con su esposa embarazada y tres hijos. La familia se estableció en Renania del Norte-Westfalia, Alemania Occidental, donde se unió a la Unión Demócrata Cristiana, ya que representaba su ética cristiana. Dejó el partido en 1966 porque ya no podía apoyar su creencia en el crecimiento económico desenfrenado, la construcción de carreteras y el apoyo a la energía nuclear. Knabe trabajó desde mediados de la década de 1960 en una posición de liderazgo para Landesanstalt für Ökologie, una agencia estatal para la ecología, en Recklinghausen, mudándose a Mülheim en 1967. Encabezó un proyecto de desarrollo de estrategias para luchar contra Waldsterben (muerte de los bosques). [8] En la década de 1970, apoyó a grupos de oposición en la RDA, como grupos ecologistas, iniciativas para el desarrollo internacional, y especialmente la Umwelt-Bibliothek (biblioteca ecológica) en Berlín y el Ökologischer Arbeitskreis (grupo de trabajo ecológico) en Dresde.
Knabe fue cofundador del Partido Verde en Alemania en 1978. Defendió la conservación del medio ambiente y la paz mundial, y se opuso a la disuasión nuclear y la carrera de armamentos en Oriente y Occidente. En 1979, fue cofundador del partido en Renania del Norte-Westfalia, donde fue el primer orador del partido. Se desempeñó como uno de los tres oradores de los Verdes a nivel federal (Sprecher des Bundesverbandes) desde noviembre de 1982 hasta diciembre de 1984. En la década de 1980, desarrolló un sistema para el análisis de la salud forestal mediante el monitoreo de datos de 26 áreas durante un largo período. El concepto se convirtió en un estándar en Alemania. Knabe fue miembro del Bundestag desde 1987 hasta 1990. A partir de 1991, colaboró con una iniciativa ecológica de estudiantes (Umweltinitiative) en la Technische Universität Dresden. Fue vicealcalde de la ciudad de Mülheim de 1994 a 1999, donde formó la primera coalición negro-verde en Alemania. Allí se centró en proyectos de cultura y educación.
Knabe estaba casado y la pareja tenía cuatro hijos. Su hijo Hubertus Knabe se convirtió en historiador.En 2019, Wilhelm Knabe publicó una autobiografía titulada Erinnerungen - Ein deutsch-deutsches Leben (Recuerdos: una vida germano-alemana). Leía literatura a los niños en las instalaciones educativas de Kloster Saarn Se unió a las manifestaciones de Friday For Future mostrando un cartel "Opa for future - ihr seid nicht allein" (Abuelo para el futuro - no estás solo).  Knabe murió en Mülheim an der Ruhr a los 97 años de una infección por COVID-19 durante la pandemia de COVID-19.